# 張節 (明朝)
張節（？—？），號符禺，湖廣德安府安陆县民籍，孝感縣人。明朝政治人物。

## 生平
萬曆三十四年丙午科鄉試舉人，四十四年（1616年）中丙辰科進士，令常熟，有廉能声，繁剧之馀，尤奖進诸名士，刻有《虞山問業》，奏最，特召吏部主事，未任卒。

## 家族
曾祖张子英。祖父张俸。父张崇学。

## 引用
1. ↑  董其昌《送张符禺吏部》：天门新辟日曈昽，茂宰先承湛露浓。巳见玺书褒卓傅，更将玉尺倚林宗。
千秋良史看驯雉，九品何人鉴画龙。若向河梁听骊唱，鸣琴清响满花封。
2. ↑  《萬曆四十四年丙辰科進士履歷》：張節，符禺，诗四房，戊寅九月初九日生。安陸县人，丙午五十三，会二百八十八，三甲六十九名。兵部政，授常熟知縣，升吏部主事，卒。
3. ↑  《安陆县志》